# 대성하이텍
대성하이텍(Daesung Hi-Tech Co., Ltd.)은 정밀부품, 스위스턴 자동선반, 컴팩트 머시닝 센터의 제조 및 판매하는 대한민국의 기업이다. 정밀부품 사업, 스위스턴 자동선반 사업, 컴팩트 머시닝 센터 사업을 영위한다 본사는 대구광역시 달성군 현풍읍 테크노대로2길 10에 위치해 있으며 대표이사는 최우각이다.

## 역사
1995년 1월 대성정공으로 설립되어 2001년 10월 현재의 상호로 변경하였다. 2014년 일본 공작기계 업체인 노무라 VTC를 인수하며 금속가공을 위한 스위스턴 자동선반 제조 사업에 진출하였다
스위스턴 자동선반이 현재 매출의 54%를 차지하며 전세계에서 약 10여 개 회사(주로 일본 업체)만이 생산할 수 있으며 정밀부품은 매출 비중은 27%이다. 2022.08.22에 상장하였다.

## 제품
2022년 이스라엘 최대 방산 업체 등 해외 방산 기업에 미사일과 유도탄 부품 외 20여개의 부품을 공급한다
2025년 글로벌 방산 기업과 유럽 내 방산 부품 현지 생산 계약을 체결하였다

## 실적
주요 사업 분야는 Swissturn 자동선반 (1Q22 매출비중 61.9%), 정밀 부품 (29.0%), 컴팩트 머시닝센터 (8.8%)이며 2024년 실적은 매출액 1,365억원, 영업이익 167억원으로 전망된다

## 같이 보기
- 선반

## 참고문헌
1. ↑  대성하이텍, "반도체 업황 턴어라운드"…신규 수요처 가시화할 것-신한, 머니투데이, 2023년 12월 15일
2. ↑  대성하이텍, 내년 반도체 업황 턴어라운드에 주가 '뜀박질', CWN, 2023년 12월 15일
3. ↑  박성순, 한국IR협의회 기업리서치센터 기업분석-대성하이텍, 2023-12-06
4. ↑  조정현, 기업분석_스몰캡_Report-대성하이텍, 2023년 10월 12일
5. ↑  황세환, FS 리서치-대성하이텍
6. ↑  박종선, 유진투자증권 상장예정 기업분석보고서-대성하이텍, 2022-08-04
7. ↑  박지혜, 대성하이텍 주가, 상한가 기록... 왜?, 금강일보, 2024-08-02
8. ↑  대성하이텍 상한가, EU 방위비 증액에 “유럽 미사일 부품 공급” 부각되며 불기둥 와이드경제 2025-03-04
9. ↑  [2022년 https://rdata.kbsec.com/pdf_data/20220715141328050K.pdf KB IPO Brief 대성하이텍: 스마트 머시닝 전문 기업 7월 15일]
10. ↑  기업분석_스몰캡_Report-대성하이텍 하나증권 2023년 10월 12일